# X-Men: First Class
X-Men: First Class (рус. Люди Икс: Первый класс) — трёхтомная серия комиксов о Людях Икс, опубликованная издательством Marvel Comics.
Комикс лёг в основу фильма «Люди Икс: Первый класс» 2011 года, однако связаны они лишь косвенно и сюжетно имеют мало общего.

## История публикаций
Оригинальная серия включает в себя восемь выпусков, опубликованных в период с сентября 2006 по апрель 2007 года. Авторами первого тома стали писатель Джефф Паркер и художник Роджерс Круз. Вслед за первым томом последовал спецвыпуск, который вышел в мае 2007 года, а спустя месяц стартовал второй том авторства той же творческой команды.
Структура серии такова, что каждый выпуск посвящён отдельному персонажу, за редким исключением, когда в выпуске центральными героями могли стать сразу два персонажа. Помимо героев-мутантов, которым посвящена серия, в событиях в качестве гостей участвуют другие персонажи вселенной Marvel, такие как Ящер, Ртуть, Алая Ведьма, Доктор Стрэндж, Тор, Невидимая Леди и другие.
В рамках серии вышли несколько спин-оффов с аналогичным названием, например, Wolverine: First Class, а также минисерия Weapon X: First Class. После шестнадцати выпусков, включенных во второй том серии, последовал спецвыпуск Giant-Size X-Men: First Class. С февраля 2009 года стала выходить серия X-Men: First Class Finals, которая фактически считается третьим томом «Первого класса».

### Коллекционные издания
Вся серия была переиздана в коллекционных томах:
| Название                 | Включенные материалы                                                      | ISBN               |
| ------------------------ | ------------------------------------------------------------------------- | ------------------ |
| «Tomorrow’s Brightest»   | X-Men: First Class vol. 1 #1-8                                            | ISBN 0-7851-2427-6 |
| «Mutant Mayhem»          | X-Men: First Class vol. 2 #1-5 и спецвыпуск                               | ISBN 0-7851-2781-X |
| «Band of Brothers»       | X-Men: First Class vol. 2 #6-10                                           | ISBN 0-7851-2599-X |
| «The Wonder Years»       | X-Men: First Class vol. 2 #11-16 and Giant-Size X-Men: First Class #1     | ISBN 0-7851-3347-X |
| «Finals»                 | X-Men: First Class Finals #1-4 and Giant-Size X-Men vol. 1 #1             | ISBN 0-7851-3348-8 |
| «Hated And Feared»       | Giant-Size Uncanny X-Men: First Class and Uncanny X-Men: First Class #1-4 | ISBN 0-7851-4104-9 |
| «Knights Of Hykon»       | Uncanny X-Men: First Class #5-8                                           | ISBN 0-7851-4237-1 |
| «The Rookie»             | Wolverine: First Class #1-4, plus a classic Wolverine reprint             | ISBN 0-7851-3316-X |
| «To Russia, With Love»   | Wolverine: First Class #5-8, and Uncanny X-Men #139-140                   | ISBN 0-7851-3317-8 |
| «Wolverine-By-Night»     | Wolverine: First Class #9-12                                              | ISBN 0-7851-3534-0 |
| «Ninjas, Gods And Divas» | Wolverine: First Class #13-16, and FCBD 2009                              | ISBN 0-7851-3535-9 |
| «Class Actions»          | Wolverine: First Class #17-21                                             | ISBN 0-7851-3678-9 |